# Lernaea rhodei
Lernaea rhodei is een eenoogkreeftjessoort uit de familie van de Lernaeidae. De wetenschappelijke naam van de soort is voor het eerst geldig gepubliceerd in 1948 door Hu.